# Warner Bros. Pictures Animation
Warner Bros. Pictures Animation initialement Warner Animation Group, est un studio d’animation américain, division du groupe Warner Bros Pictures, filiale de Warner Bros. Entertainment. Le studio est lancé en janvier 2013, successeur de Warner Bros. Feature Animation dissous en 2003. Son premier film La Grande Aventure Lego sort en 2014. À la différence de Warner Bros. Animation produisant principalement pour Warner Bros. Television, Warner Bros. Pictures Animation vise à produire des longs-métrages pour les salles de cinéma et la vidéo, distribués par Warner Bros. Pictures.

## Histoire

Ancien logo de Warner Animation Group utilisé de 2014 à 2021.

En janvier 2013, Jeff Robinov fonde un département de développement de scénarios pour films d’animation nommé Warner Animation Group. Ce groupe inclut entre autres les réalisateurs et scénaristes John Requa, Glenn Ficarra, Nicholas Stoller, Jared Stern, Phil Lord et Christopher Miller (en). Warner Bros. rassemble ce groupe dans l’espoir de concurrencer les autres studios d’animation comme Walt Disney Animation Studios, Pixar Animation Studios ou bien DreamWorks Animation.
En février 2014, le studio sort son premier film intitulé La Grande Aventure Lego, animé par Animal Logic. En décembre 2014, Warner Bros. annonce qu’Allison Abbate (en) est nommée vice-présidente exécutive et Chris Leahy vice-président senior. En 2015, le film de la série Scooby-Doo intitulé Scooby ! devant initialement sortir mai 2020 est confirmé. Le deuxième film du studio, Cigognes et compagnie, sort en octobre 2016. En février 2017, Warner Animation Group lance Lego Batman, le film. Lego Ninjago, le film, basé sur la série et les jouets Lego du même nom, sort en octobre 2017. Premier film du studio obtenant des critiques plutôt mitigées. Yéti et Compagnie sort en octobre 2018 et est approuvé à 69 % sur Rotten Tomatoes et il obtient une note de 3,7 sur Allociné. Il engendre près de 214 millions $ de recette.
La Grande Aventure Lego 2, suite du premier volet, sort le 20 février 2019 en France. Il réalise un score décevant au box office, bien que salué par la critique (76,5 sur Rotten Tomatoes et 3,1 sur Allociné).
En octobre 2018, WAG annonce la sortie d'un film basé sur Tom et Jerry. Le projet de film comprend des plans réels mélangés à de l'animation,. Space Jam 2 est annoncé en février 2019. LeBron James assume le rôle que Michael Jordan interprète dans le premier volet de 1996. En mars 2020 le studio annonce une sortie de Scooby ! décalée, à cause de la pandémie de Coronavirus.
Le 8 juin 2023, Warner Animation Group est officiellement renommé Warner Bros. Pictures Animation et le studio entend suivre la direction artistique d'Abdy et De Luca.

## Processus de production

Ancien logo de Warner Animation Group utilisé de 2021 à 2023.

Tout comme des studios concurrents comme Paramount Animation ou Sony Pictures Animation, WAG utilise des studios d'animation tiers pour produire ses animations comme Animal Logic, Sony Pictures Imageworks ou bien Reel FX Creative Studios. Le budget général des films tournent autour de 60-80 millions $[réf. nécessaire].

## Filmographie

Ancien logo de Warner Bros. Pictures Animation utilisé de 2023 à 2024.

### Longs-métrages
| Titre                       | Date de sortie  | Sociétés de co-production | Animations               | Budget         | Recettes brutes |
| --------------------------- | --------------- | --- | ------------------------ | -------------- | --------------- |
| La Grande Aventure Lego     | 19 février 2014 | Village Roadshow Pictures, RatPac-Dune Entertainment, Lego System A/S, Vertigo Entertainment, Lin Pictures (en)                      | Animal Logic             | 60 millions $  | 469 millions $  |
| Cigognes et compagnie       | 12 octobre 2016 | RatPac-Dune Entertainment | Sony Pictures Imageworks | 70 millions $  | 190 millions $  |
| Lego Batman, le film        | 8 février 2017  | RatPac-Dune Entertainment, DC Entertainment, Lego System A/S, Lord Miller Productions (en), Vertigo Entertainment, Lin Pictures (en) | Animal Logic             | 80 millions $  | 312 millions $  |
| Lego Ninjago, le film       | 11 octobre 2017 | RatPac-Dune Entertainment, Lego System A/S, Lord Miller Productions, Vertigo Entertainment, Lin Pictures                             | Animal Logic             | 70 millions $  | 123 millions $  |
| Yéti et Compagnie           | 17 octobre 2018 | Zaftig Films | Sony Pictures Imageworks | 80 millions $  | 214 millions $  |
| La Grande Aventure Lego 2   | 20 février 2019 | Lego System A/S, Lord Miller Productions, Vertigo Entertainment, Rideback                                                            | Animal Logic             | 99 millions $  | 191 millions $  |
| Scooby !                    | 8 juillet 2020  | Hanna-Barbera Productions, Atlas Entertainment, 1492 Pictures                                                                        | Reel FX Creative Studios | n/a            | 27 millions $   |
| Tom et Jerry                | 19 mai 2021     | Turner Entertainment, The Story Company                                                                                              | Framestore               | 79 millions $  | 133 millions $  |
| Space Jam : Nouvelle Ère    | 21 juillet 2021 | SpringHill Entertainment (en), Proximity Media, The Montecito Picture Company, Perfect Storm Entertainment                           | Industrial Light & Magic | 150 millions $ | 163 millions $  |
| Krypto et les Super-Animaux | 27 juillet 2022 | DC Entertainment, Seven Bucks Productions (en)                                                                                       | Animal Logic             | n/a            | n/a             |

### Futurs longs-métrages
| Titre                     | Date de sortie  | Sociétés de co-production                                            | Animations               | Stade de production | Références |
| ------------------------- | --------------- | -------------------------------------------------------------------- | ------------------------ | ------------------- | ---------- |
| Le Chat chapeauté         | 27 février 2026 | Dr. Seuss Enterprises, A Stern Talking To                            | DNEG Animation           | en production       |            |
| Coyote vs. Acme           | 2026            | Ketchup Entertainment, Two Monkeys, A Goat and Another, Dead, Monkey | DNEG                     | terminé             | ,          |
| Bad Fairies               | 23 juillet 2027 | Locksmith Animation                                                  | DNEG Animation           | en production       |            |
| Margie Claus              | 5 novembre 2027 | On the Day Productions                                               |                          | en production       |            |
| Oh, the Places You'll Go! | 17 mars 2028    | Dr. Seuss Enterprises, Bad Robot Productions                         |                          | en développement    |            |
| Dynamic Duo               | 30 juin 2028    | DC Studios, Swaybox, 6th & Idaho                                     | Swaybox                  | en production       |            |
| Les Chroniques Lunaires   | 3 novembre 2028 | Locksmith Animation                                                  | Industrial Light & Magic | en production       |            |
| Toto                      | TBA             | Turner Entertainment Co.                                             | Animal Logic             | en production       |            |

### Courts-métrages
| Titre                                                          | Date de sortie    | Type                 |
| -------------------------------------------------------------- | ----------------- | -------------------- |
| Enter the Ninjago                                              | 17 juin 2014      | vidéofilm            |
| The Lego Movie: 4D – A New Adventure                           | 29 janvier 2016   | attraction 4D        |
| The Master                                                     | 23 septembre 2016 | métrage en salles    |
| Pigeon Toady's Guide to Your New Baby                          | 6 décembre 2016   | vidéofilm            |
| Dark Hoser                                                     | 13 juin 2017      | vidéofilm            |
| Batman is Just Not That Into You                               | 13 juin 2017      | vidéofilm            |
| Cooking with Alfred                                            | 13 juin 2017      | vidéofilm            |
| Movie Sound Effects: How Do They Do That?                      | 13 juin 2017      | vidéofilm            |
| SDCC Greeting                                                  | juillet 2017      | métrage sur internet |
| Shark E. Shark in "Which Way To The Ocean?"                    | 19 décembre 2017  | vidéofilm            |
| Zane's Stand Up Promo                                          | 19 décembre 2017  | vidéofilm            |
| Turkish Airlines: Safety Videos with The LEGO Movie Characters | 1er août 2018     | métrage sur internet |
| Emmet's Holiday Party                                          | 10 décembre 2018  | métrage sur internet |
| Super Soozie                                                   | 11 décembre 2018  | vidéofilm            |
| Saving Bricksburg                                              | 5 janvier 2019    | métrage sur internet |
| "Everything is Awesome" Dance Together Music Video             | 8 janvier 2019    | métrage sur internet |
| The LEGO Chevy Silverado - Getaway                             | 7 février 2019    | métrage sur internet |
| "Awesome" Late Payment Forgiveness - Discover                  | 2019              | métrage sur internet |